# كيريل ماكاروف
كيريل ماكاروف (بالروسية: Макаров, Кирилл Дмитриевич)‏ هو لاعب كرة قدم روسي في مركز الهجوم، ولد في 7 يناير 1987 في سانت بطرسبرغ في روسيا. لعب مع توربيدو موسكو ولوخ إينيرجيا فلاديفوستوك.